# Państwowa Komisja Etatów Gospodarki Uspołecznionej
Państwowa Komisja Etatów Gospodarki Uspołecznionej – centralna jednostka organizacyjna Przewodniczącego Państwowej Komisji Planowania Gospodarczego, istniejąca od stycznia do listopada 1950 roku, ustanowiona w celu regulowania uposażenia pracowników państwowych i organizacji gospodarki uspołecznionej. Etatami w rozumieniu uchwały były etaty osobowe pracowników zarządu w przedsiębiorstwach i organizacjach gospodarki uspołecznionej.

## Powołanie Komisji
Na podstawie uchwały Rady Ministrów z 1950 r. w sprawie utworzenia Państwowej Komisji Etatów Gospodarki Uspołecznionej ustanowiono Komisję. Powołanie Komisji pozostawało w związku z rozrządzeniem Rady Ministrów z 1950 r. w sprawie utworzenia Państwowej Komisji Etatów.

## Zakres działania Komisji
Do zakresu działania Komisji należało:
- walka z przerostami etatów,
- ustalenie norm zatrudnienia dla pracowników zarządu,
- ustalenie typowych schematów etatów dla przedsiębiorstwa i organizacji uspołecznionej,
- zatwierdzenie etatów i kontyngentów etatów,
- czuwanie nad przestrzeganiem przepisów prawnych, dotyczących etatów.

## Kierowanie Komisją
Na czele Komisji stał Prezes, powoływany i odwoływany przez Prezesa Rady Ministrów w porozumieniu z Przewodniczącym Państwowej Komisji Planowania Gospodarczego.  
Prezesa Komisji zastępowali dwaj wiceprezesi, powoływani i odwoływani przez Przewodniczącym Państwowej Komisji Planowania Gospodarczego.  

## Kolegium Komisji
Kolegium Komisji tworzyli: prezes, dwaj wiceprezesi, delegat Ministra Skarbu i delegat Przewodniczącego Państwowej Komisji  Planowania Gospodarczego.

## Zadania Kolegium Komisji
Kolegium Komisji zatwierdzało coroczne w granicach preliminarzy budżetowych i planów finansowych:
- etaty centralnych zarządów i równorzędnych jednostek organizacyjnych gospodarki uspołecznionej;
- kontyngenty etatów dla organizacji i przedsiębiorstw podległym organom centralny.

## Zniesienie Komisji
Na podstawie uchwały Rady Ministrów z 1950 r. w sprawie zlecenia Państwowej Komisji Etatów prowadzenia spraw etatów osobowych uspołecznionych jednostek gospodarczych zniesiono Państwowej Komisji Etatów Gospodarki Uspołecznionej.